# Volejbol'nyj klub Prikam'e
Il Volejbol'nyj Klub Prikam'e è stata una società pallavolistica maschile russa.

## Storia
Il club viene fondato nel 1983 e partecipa inizialmente a campionati di carattere regionale, sotto la guida dell'allenatore Vladimir Stepanovič Putin. Nel 1988 debutta nel campionato della Repubblica Socialista Federativa Sovietica Russa, mentre nel 1996-97 partecipa per la prima volta alla Visšaja Liga A, la seconda divisione russa. L'esordio massimo campionato nazionale avviene nel 1998-99: per diversi anni il club ottiene buoni risultati, fra cui due finali consecutive di Coppa di Russia perse tra il 2000 e il 2001, mentre in campionato non va oltre il sesto posto nell'edizione 2001-02. Nella seconda metà degli anni 2000 il club retrocede nelle categorie inferiori, fino alla terza serie, per poi tornare in Superliga dalla stagione 2012-13, dove rimane per tre campionati fino all'annata 2014-15, al termine della quale retrocede nuovamente in Vysšaja Liga A dopo aver concluso al terzo posto il torneo di qualificazione alla Superliga.
Dopo una prima annata terminata a metà classifica, nella stagione 2016-17 il club raggiunge il terzo posto che avrebbe valso la possibilità di tentare nuovamente la promozione nel massimo campionato russo attraverso il torneo di qualificazione alla Superliga, ma la decisione della ВфВ di annullare tale manifestazione a causa della difficile situazione finanziaria nega tale possibilità.
Nell'estate 2017 la società fatica a reperire le risorse economiche necessarie per disputare la stagione 2017-18 e per questo rinuncia alla partecipazione alla Coppa di Russia 2017. Dopo aver colto altrettante vittorie nelle prime sei sfide di campionato, nell'ottobre 2017 la società comunica di non poter affrontare la trasferta a Barnaul per il doppio incontro contro l'Universitet Barnaul a causa del protrarsi delle difficoltà economiche e nel mese successivo un secondo forfait in occasione della trasferta a Čeljabinsk per le sfide con la Dinamo Čeljabinsk porta all'automatica esclusione della formazione dalla competizione.
Il 29 novembre la società comunica ufficialmente alla ВфВ il definitivo ritiro dalla competizione.

## Rosa 2014-2015
| N° | Nome             | Ruolo | Data di nascita | Nazionalità sportiva |
| -- | ---------------- | ----- | --------------- | -------------------- |
| 1  | Pavel Avdočenko  | S/O   | 13 gennaio 1990 | Bielorussia          |
| 2  | Aleksandr Konnov | S     | 1982            | Russia               |
| 3  | Maksim Kulikov   | C     | 6 marzo 1992    | Russia               |
| 4  | Aleksandr Carëv  | L     | 1982            | Russia               |
| 5  | Roman Bulanov    | S     | 1991            | Russia               |
| 7  | Vladimir Jakimov | S/O   | 1987            | Russia               |
| 8  | Aleksandr Petrov | S     | 1987            | Russia               |
| 9  | Roman Egorov     | P     | 1986            | Russia               |
| 11 | Ivan Kozicyn     | C     | 20 marzo 1987   | Russia               |
| 12 | Dmitrij Kozlov   | P     | 1987            | Russia               |
| 15 | Aleksej Karpenko | S     | 1987            | Russia               |
| 16 | Jurij Fomin      | L     | 1982            | Russia               |
| 17 | Sergej Busel     | C     | 30 maggio 1989  | Bielorussia          |
| 18 | Sergej Nikitin   | S     | 1993            | Russia               |